# Myrcia retivenia
Myrcia retivenia là một loài thực vật có hoa trong Họ Đào kim nương. Loài này được (C.Wright) Urb. mô tả khoa học đầu tiên năm 1923.